# 마나베 사마노조
마나베 사마노조(真鍋左馬允, ? ~ 1592년)는 센고쿠 시대부터 아즈치모모야마 시대까지의 무장으로, 해적 출신이다. 1592년 7월 8일 와키자카 야스하루 휘하에서 한산도 대첩에 참전했다가 일본군이 패하면서 배를 잃고 상륙했다가 할복했다.
드라마 《불멸의 이순신》에서 배우 한창현이 연기했고, 영화 《한산: 용의 출현》에서는 조재윤이 연기했다.